# Парадајз острво
Парадајз острво (позната и као Вишњичка ада) је речно острво на Дунаву, у Београду.

## Положај и локација
Острво припада општини Палилула, а удаљено је око 8 km од центра Београда. Са његове источне стране избија на Дунав, са западне стране острва преко Дунава, налази се полуострво Ада Хуја, са јужне насеља Вишњичка Бања и Вишњица, док се са северне стране острва преко реке налази насеље Крњача.

## Карактеристрике острва
Острво је настало природним путем, а почело је да се формира средином осамдесетих година прошлог века, тако што је Дунав наносио земљу надомак рукавца и формирао аду, а касније је наношен шут да би се направила обала. Своје име острво је добило, јер се на њој појавио самоникли парадајз, на више локација. Острво је прекривено густом шумом, а његова површина износи 2 хектара. Иако се налази у непосредној близини центра Београда, острво је дуго било зарасло, а велика количина смећа пловила је око њега и наносила га на његову обалу. Средином 2010. године Удружење „Еко покрет штедиша” уз помоћ градског Секретаријата за заштиту животне средине, градске општине Палилула и Националне службе за запошљавање, острво и река Дунав су очишћени, а пут до обале острва је раскрчен. Направљена је трим стаза, амфитеатар од дрвета, терен за мали фудбал, терен за одбојку на песку, сојеница у којој се налази едукативни центар и многи други објекти. Уређивање острва привукло је велики број купача, али и риболоваца. Град Београд уврстио је Парадајз острво у туристичко-еколошку дестинацију града. До острва постоји организован превоз чамцима.

## Спољашне везе
- Сајт општине Палилула
- ВикиКарта Парадајз острво
- Мапа Парадајз острва